# Sălăgeni (Suceava)
Sălăgeni es una localidad rumana de la comuna de Dumbrăveni, en el condado de Suceava.

## Historia
Hacia comienzos del siglo XX la localidad, que por entonces pertenecía al condado de Botoșani, ya formaba parte de la comuna de Dumbrăveni y tenía contabilizada una población de 483 habitantes.
En la segunda mitad del siglo XX la localidad había pasado a formar parte del condado de Suceava. En el censo de 2021 la localidad tenía una población de 495 habitantes.